# Orconte
Orconte est une commune française, située dans le département de la Marne en région Grand Est.

## Géographie

### Localisation
Orconte se trouve au sud-est du département de la Marne, en région Grand Est, à la limite avec le département de la Haute-Marne. La commune appartient à la région agricole du Perthois.
La commune d'Orconte s'étend sur une superficie de 1 365 hectares. Sur son territoire, l'altitude varie peu, entre 113 et 124 mètres. Le village d'Orconte est situé entre l'Orconté, au nord, et le canal entre Champagne et Bourgogne au sud. Au sud du canal, on trouve de nombreuseuses gravières et sablières. Au nord du village, les rives de l'Orconté et de son affluent la Censière sont boisées. Au nord-est de la commune, la route nationale 4 marque la frontière entre Orconte et Heiltz-le-Hutier.
Par la route, Orconte se situe à 47 km de Châlons-en-Champagne, préfecture de la Marne, à 42 km de Bar-le-Duc, préfecture de la Meuse, à 18 km de Saint-Dizier, principale ville de la Haute-Marne, à 15 km de Vitry-le-François, sa sous-préfecture de rattachement, et à 23 km de Sermaize-les-Bains, bureau centralisateur du canton de Sermaize-les-Bains dont dépend Orconte depuis 2015. La commune fait en outre partie du bassin de vie de Vitry-le-François[réf. nécessaire].
Les communes limitrophes sont Perthes, Heiltz-le-Hutier, Isle-sur-Marne, Larzicourt, Matignicourt-Goncourt et Thiéblemont-Farémont.
|                              | Thiéblemont-Farémont | Heiltz-le-Hutier      |
| Matignicourt-Goncourt        | Orconte              | Perthes (Haute-Marne) |
| Isle-sur-Marne (Haute-Marne) | Larzicourt           |                       |

### Hydrographie
La commune est dans la région hydrographique « la Seine de sa source au confluent de l'Oise (exclu) » au sein du bassin Seine-Normandie. Elle est drainée par le canal de la Marne à la Saône, l'Orconté, la Censière, le Fossé des Noues et le Fossé 04 des Aulnes,.
Le canal de la Marne à la Saône (ou canal entre Champagne et Bourgogne) est un canal à bief de partage au gabarit Freycinet, d'une longueur de 160 km reliant les vallées de la Marne et de la Saône, géré par les Voies navigables de France.
L'Orconté, d'une longueur de 31 km, prend sa source dans la commune de Trois-Fontaines-l'Abbaye et se jette dans la Marne à Frignicourt, après avoir traversé onze communes. La Censière, d'une longueur de 12 km, prend sa source dans la commune de Vouillers et se jette dans l'Orconté sur la commune, après avoir traversé quatre communes.
Divers plans d'eau complètent le réseau hydrographique : Dream Lakes (4,3 ha), la fontaine du Pertuison (4,6 ha), la mare Jean d'Heurs (3,2 ha), la mare Jean d'Heurs (6,8 ha), la sablière 1 de Champigneul (2,6 ha), la sablière 1 des Vorderets (5,8 ha), la sablière 2 des Vorderets (1,9 ha), la sablière de la Carpière (1,8 ha), la sablière des Longues Viornes, d'une superficie totale de 11,9 ha (0,6 ha sur la commune), la sablière du Haut Chemin (25,5 ha), le plan d'eau 1 de la commune d'Orconte (1,3 ha), le plan d'eau 1 du Bois Milon (4,6 ha) et les étangs des Vieux Prés (4,6 ha),.

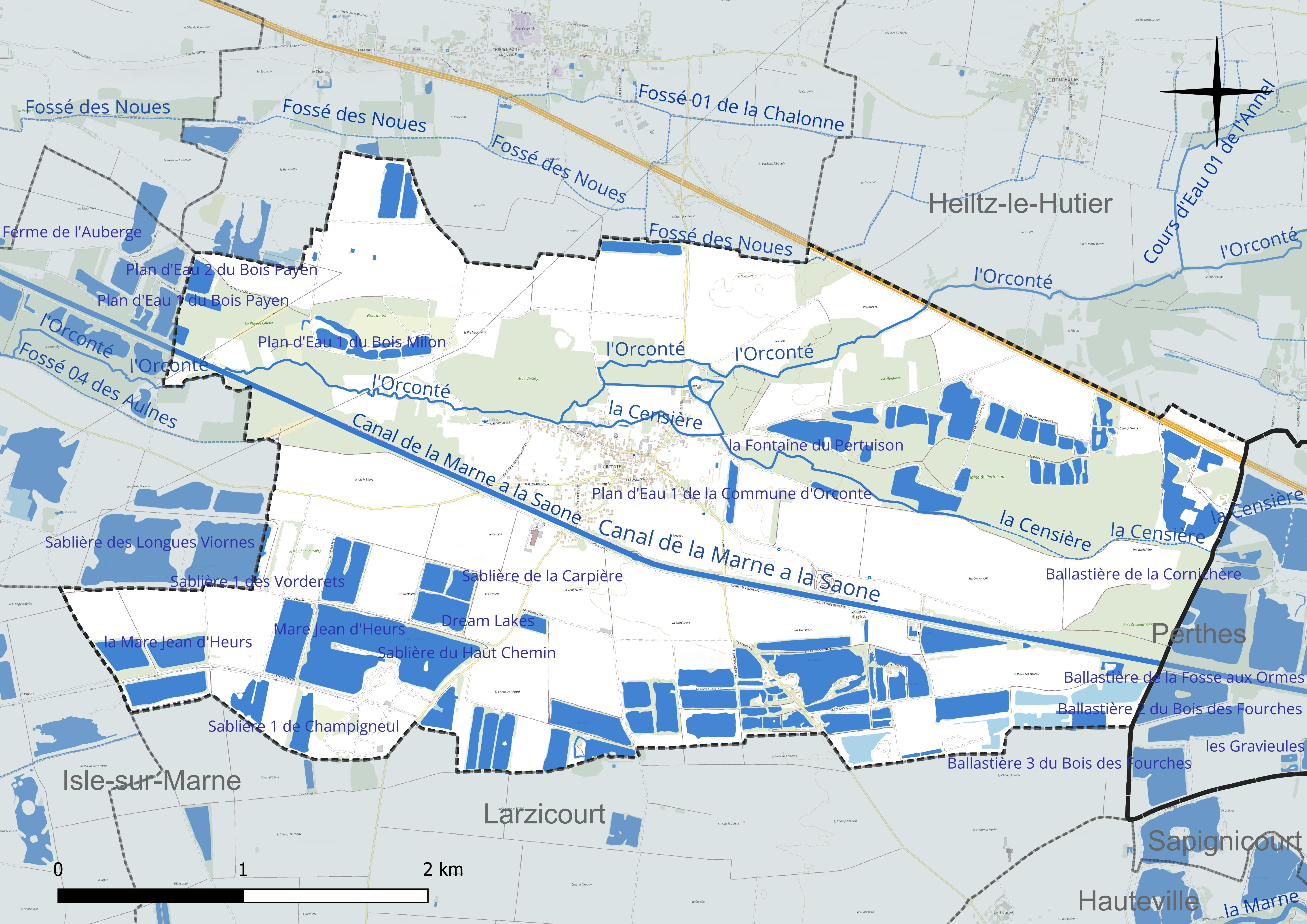
Réseau hydrographique d'Orconte.

### Climat
Pour des articles plus généraux, voir Climat du Grand Est et Climat de la Marne.
En 2010, le climat de la commune est de type climat océanique dégradé des plaines du Centre et du Nord, selon une étude du Centre national de la recherche scientifique s'appuyant sur une série de données couvrant la période 1971-2000. En 2020, Météo-France publie une typologie des climats de la France métropolitaine dans laquelle la commune est exposée à un climat océanique altéré et est dans une zone de transition entre les régions climatiques « Nord-est du bassin Parisien » et « Lorraine, plateau de Langres, Morvan ».
Pour la période 1971-2000, la température annuelle moyenne est de 10,4 °C, avec une amplitude thermique annuelle de 16 °C. Le cumul annuel moyen de précipitations est de 785 mm, avec 12,1 jours de précipitations en janvier et 8,7 jours en juillet. Pour la période 1991-2020, la température moyenne annuelle observée sur la station météorologique de Météo-France la plus proche, « Frignicourt », sur la commune de Frignicourt à 11 km à vol d'oiseau, est de 11,5 °C et le cumul annuel moyen de précipitations est de 694,6 mm. 
La température maximale relevée sur cette station est de 41,7 °C, atteinte le 25 juillet 2019 ; la température minimale est de −22 °C, atteinte le 9 janvier 1985,,.
Les paramètres climatiques de la commune ont été estimés pour le milieu du siècle (2041-2070) selon différents scénarios d'émission de gaz à effet de serre à partir des nouvelles projections climatiques de référence DRIAS-2020. Ils sont consultables sur un site dédié publié par Météo-France en novembre 2022.

## Urbanisme

### Typologie
Au 1er janvier 2024, Orconte est catégorisée commune rurale à habitat dispersé, selon la nouvelle grille communale de densité à sept niveaux définie par l'Insee en 2022.
Elle est située hors unité urbaine. Par ailleurs la commune fait partie de l'aire d'attraction de Vitry-le-François, dont elle est une commune de la couronne,. Cette aire, qui regroupe 73 communes, est catégorisée dans les aires de moins de 50 000 habitants,.

### Occupation des sols

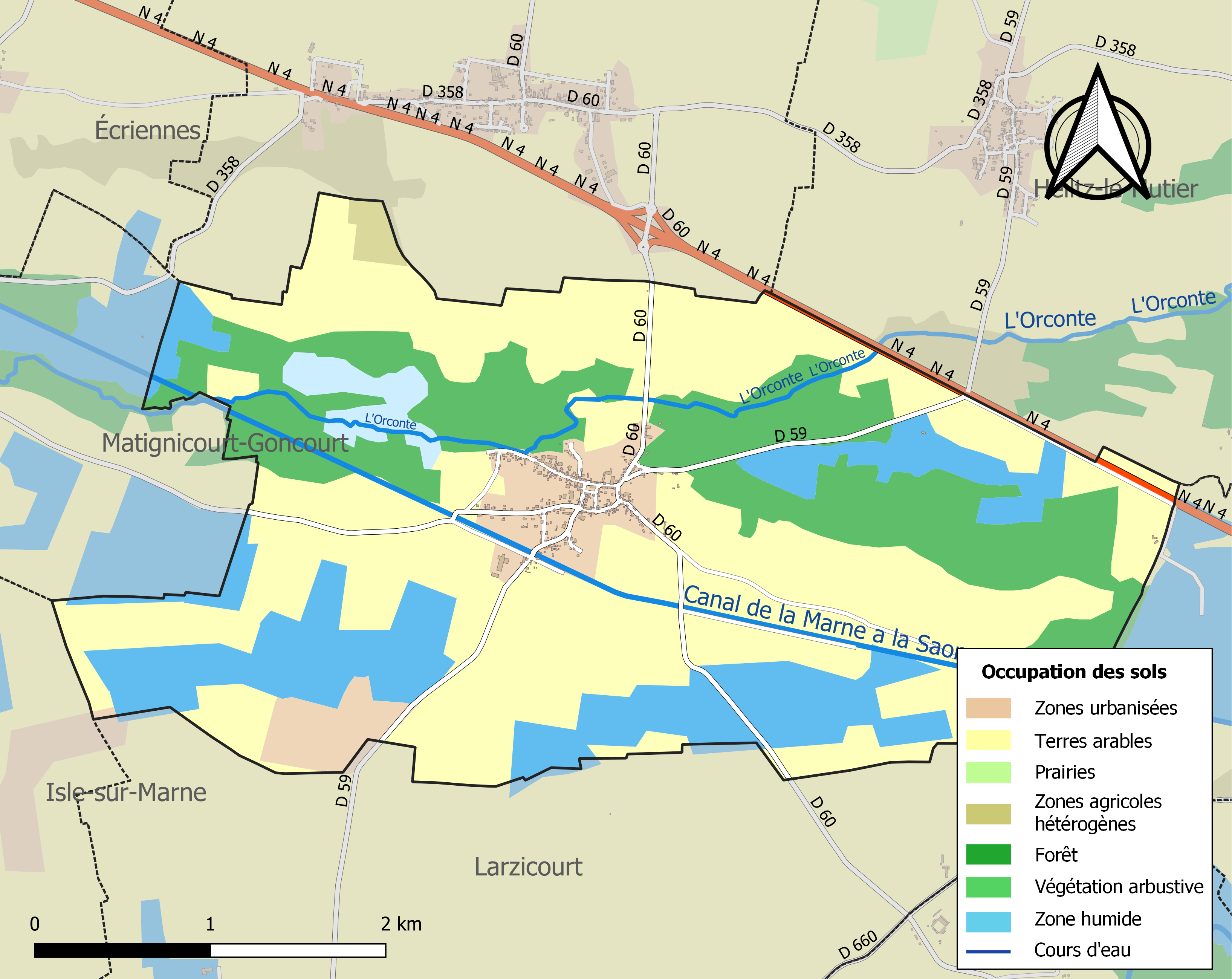
Carte des infrastructures et de l'occupation des sols de la commune en 2018 (CLC).

L'occupation des sols de la commune, telle qu'elle ressort de la base de données européenne d’occupation biophysique des sols Corine Land Cover (CLC), est marquée par l'importance des territoires agricoles (52,9 % en 2018), en diminution par rapport à 1990 (54,5 %). La répartition détaillée en 2018 est la suivante : 
terres arables (52,2 %), forêts (22 %), eaux continentales (16,7 %), zones urbanisées (4,4 %), mines, décharges et chantiers (2,1 %), zones humides intérieures (1,9 %), zones agricoles hétérogènes (0,7 %). L'évolution de l’occupation des sols de la commune et de ses infrastructures peut être observée sur les différentes représentations cartographiques du territoire : la carte de Cassini (XVIIIe siècle), la carte d'état-major (1820-1866) et les cartes ou photos aériennes de l'IGN pour la période actuelle (1950 à aujourd'hui).

### Habitat et logement
En 2019, le nombre total de logements dans la commune était de 228, alors qu'il était de 226 en 2014 et de 222 en 2009.
Parmi ces logements, 76,9 % étaient des résidences principales, 12,4 % des résidences secondaires et 10,7 % des logements vacants. Ces logements étaient pour 99,5 % d'entre eux des maisons individuelles et pour 0,5 % des appartements.
Le tableau ci-dessous présente la typologie des logements à Orconte en 2019 en comparaison avec celle de la Marne et de la France entière. Une caractéristique marquante du parc de logements est ainsi une proportion de résidences secondaires et logements occasionnels (12,4 %) supérieure à celle du département (2,9 %) et à celle de la France entière (9,7 %). Concernant le statut d'occupation de ces logements, 82,2 % des habitants de la commune sont propriétaires de leur logement (81,8 % en 2014), contre 51,6 % pour la Marne et 57,5 pour la France entière.
| Typologie                                               | Orconte | Marne | France entière |
| ------------------------------------------------------- | ------- | ----- | -------------- |
| Résidences principales (en %)                           | 76,9    | 87,9  | 82,1           |
| Résidences secondaires et logements occasionnels (en %) | 12,4    | 2,9   | 9,7            |
| Logements vacants (en %)                                | 10,7    | 9,2   | 8,2            |

## Toponymie
| Noms           | Dates     | Documents                       |
| -------------- | --------- | ------------------------------- |
| Olcondum       | 1131-1142 | cart. de Touss. F°13 r°         |
| Ulco           | 1131-1142 | Ulmoy                           |
| Urc            | 1158      | dioc. an. de châl.t. I,p. 378   |
| Urcum          | 1153-1161 | Ulmoy                           |
| Olcon          | 1168      | Hautefont. c. 6                 |
| Orcun          | 1178      | ibid.                           |
| Urcon          | 1179      | ibid.                           |
| Ulcum          | 1200      | ibid.                           |
| Orcon          | 1216      | Ulmoy                           |
| Orcom          | 1240      | ibid.                           |
| Orcont         | 1241      | Cheminon,c.9                    |
| Orcontum       | 1303      | S.-Pierre-aux-Monts, c.19       |
| Orcond         | 1411      | arch. nat. P 179, 45            |
| Orconte        | 1485      | Touss. c. 12                    |
| Olcomte        | 1664      | arch.nat. q1 665                |
| Olcont/Olconte | 1674      | ibid. P168, 50                  |
| Orcomte        | 1676      | dioc. anc. de châl. t. I,p. 275 |
| Orcompte       | 1723      | arch. nat. P223, 127            |

Du nom de la rivière qui la traverse. L'Orconté, attesté sous les formes Rivulus Ulcum (1147) ; Rivus de Orcontel (1214) ; Rue d'Or ou l'Orcomté (XVIIIe siècle) ; Ru d'Orconte ou Ru d'Or (1837).

De la racine hydronymique *ol, variante de *od, à rapprocher du gaulois *ollo « grand (cours d'eau) ». Nous constatons, prouvée par de multiples exemples, en toponymie comme en hydronymie, l’équivalence des groupes sonores ol, or, ul, ur. Il n’est donc pas surprenant de trouver l'appellation, déclinant cette variation autour du thème *ol, l’Orconté qui arrose Orconte.

## Histoire

### Préhistoire
Des fouilles ont mis au jour un village néolithique et protohistorique.

### Révolution française et Empire
Le 18 mars 1814, lors de la campagne de France, l'Empereur Napoléon établit son quartier général à Orconte, passant la nuit au Château du Plessis.
Au même moment, le tsar Alexandre Ier loge à Vitry-le-François chez madame du Plessis.

### Époque contemporaine

#### Première Guerre mondiale
Lors de la Bataille de la Marne, le poste de commandement du C. A. est basé à Orconte, le cantonnement de différents escadrons du 19e régiment de chasseurs à cheval en septembre 1914

#### Seconde Guerre mondiale

##### 1939-1940 «drôle de guerre»
Un terrain d'aviation est installé au sud du village, il est décrit comme:
- «Le terrain est nu, le cantonnement très modeste, l'hiver s'annonce dur.» René Gavoille lieutenant 3e escadrille (Photographie)
- «Il fallut bien se débrouiller et le marchand de bois qui avait eu la malencontreuse idée de faire sécher ses planches en bordure du terrain d'Orconte s’aperçut un peu tard que ses tas bien alignés s’étaient subrepticement transformés en baraque d'escadrille...» lieutenant Jean Israël
- «Une barrière en troncs de bouleaux sépare la baraque d'un chemin boueux et donne à l'ensemble un aspect très rustique.» lieutenant Dutertre (Photographie)

Le groupe de grande reconnaissance II/33 (équipé de Potez-63) arrive a Orconte le 17 septembre 1939, il comprend:
- 3e escadrille "la hache" commandée par le capitaine Francois Laux, puis par le capitaine Jean Israel;
- 4e escadrille "la mouette" commandée par le capitaine Guillaume, puis par le capitaine Max Gelee.

Le 2 décembre 1939, le capitaine de réserve Antoine de Saint-Exupéry arrive à Orconte à la  3e escadrille. (Photographie)
Le groupe de chasse II/4 (équipé de 7 Curtiss) arrive a Orconte le 14 mai 1940 il comprend:
- 3e escadrille "les Diables Rouges";
- 4e escadrille "les petits Poucets".

Le G.C.II/4 effectue sa première mission le 15 mai sur la région de Charleroi, en deux semaines le G.C.II/4 remporte 28 victoires,.

##### 1945 «Libération»
À la retraite des troupes de l'Allemagne nazie de Vitry-le-François sur Saint-Dizier, le résistant Émile Barras accroche sur le sommet du clocher de l'église le drapeau-tricolore pour signaler la libération du village.
Le terrain d'aviation est réutiliser en Aérodrome avancé A-66 (Advanced landing ground) par les Forces aériennes de l’armée des États-Unis le 15 septembre 1944 au 1er décembre 1944 et utilisé par le 354th Fighter Group (en) de la 9e Air Force.

## Politique et administration

### Rattachements administratifs et électoraux

#### Rattachements administratifs
La commune se trouve dans l'arrondissement de Vitry-le-François du département de la Marne.
Elle faisait partie depuis 1793 du canton de Thiéblemont-Farémont. Dans le cadre du redécoupage cantonal de 2014 en France, cette circonscription administrative territoriale a disparu, et le canton n'est plus qu'une circonscription électorale.

#### Rattachements électoraux
Pour les élections départementales, la commune est membre depuis 2014 du  canton de Sermaize-les-Bains
Pour l'élection des députés, elle fait partie de la cinquième circonscription de la Marne.

### Intercommunalité
La commune, antérieurement membre de la communauté de communes du Perthois, est membre, depuis le 1er janvier 2014, de la communauté de communes Perthois-Bocage et Der.
En effet, conformément aux prévisions du schéma départemental de coopération intercommunale (SDCI) de la Marne du 15 décembre 2011, trois petites communautés de communes préexistantes :  
- la  communauté de communes du Bocage Champenois ;
- la communauté de communes Marne et Orconte ;
- la communauté de communes du Perthois ;
ont fusionné pour créer la nouvelle Communauté de communes Perthois-Bocage et Der, à laquelle se sont également jointes une commune détachée de la  communauté de communes de Val de Bruxenelle (Favresse) et la commune isolée de Gigny-Bussy.

### Liste des maires
| Période                                  | Période                    | Identité                                   | Étiquette | Qualité |
| ---------------------------------------- | -------------------------- | ------------------------------------------ | --------- | --- |
| Les données manquantes sont à compléter. |                            |                                            |           | |
| avant 1830                               | après 1839                 | David Leblanc-Duplessis (père) (1768-1843) |           | Conseiller général de Thiéblemont (1833 → 1842)                                                                  |
| vers 1844                                | vers 1846                  | Eugène du Plessis                          |           | |
| vers 1847                                | vers 1848                  | Alexandre Lumeret                          |           | |
| avant 1848                               | après 1879                 | M. Camille de Felcourt (Mort en 1891)      |           | Châtelain à Orconte                                                                                              |
| vers 1892                                | vers 1894                  | Pierre Robert                              |           | |
| vers 1900                                | après 1931                 | Eugène Robert                              |           | Cultivateur |
| avant 1936                               | inconnue                   | Jules Simon                                |           | |
|                                          |                            | ? De-Mianville                             |           | |
|                                          |                            | Maurice Frérot                             |           | |
|                                          | mars 2001                  | Claude Blandeau                            |           | Instituteur |
| mars 2001                                | juillet 2020               | François Paul,                             |           | Chef d’atelier puis cadre chez Mangin Egly Vice-président de la communauté de communes du Perthois (2001 → 2013) |
| juillet 2020,                            | En cours (au 27 juin 2022) | Mario Hernandez                            |           | Ouvrier qualifié                                                                                                 |

## Équipements et services publics

### Eau et déchets
La commune possède un château d'eau à l'Est du village qui approvisionne Orconte en eau potable.
La commune dispose d'une station d'épuration à l'Ouest du village pour le traitement des eaux usées.
Le service public des déchets est assuré par le Syndicat mixte du Sud-Est Marnais (SYMSEM), qui a mis en place une redevance incitative. La collecte des ordures ménagères résiduelles (en bacs noirs pucés ou en sacs rouges prépayés) et des emballages ménagers recyclables (en sacs jaunes) est réalisée en porte à porte. Le SYMSEM adhérant au syndicat de valorisation des ordures ménagères de la Marne (SYVALOM), ces déchets sont amenés en centre de transfert à Sainte-Menehould ou Vitry-en-Perthois, puis valorisés sur le site de La Veuve. La collecte du verre se fait en apport volontaire, avant transformation dans une usine de Reims. Pour les déchets volumineux ou dangereux, le SYMSEM met à disposition de ses habitants une plateforme de déchets verts et gravats, à Saint-Amand-sur-Fion, ainsi que 12 déchèteries, à Arrigny, Courtisols, Givry-en-Argonne, Mairy-sur-Marne, Pargny-sur-Saulx, Pogny, Sainte-Menehould, Thiéblemont-Farémont, Valmy, Vanault-les-Dames, Villers-en-Argonne et Ville-sur-Tourbe.

### Justice, sécurité et secours
- Sapeurs Pompiers volontaires

## Population et société

### Démographie
L'évolution du nombre d'habitants est connue à travers les recensements de la population effectués dans la commune depuis 1793. Pour les communes de moins de 10 000 habitants, une enquête de recensement portant sur toute la population est réalisée tous les cinq ans, les populations de référence des années intermédiaires étant quant à elles estimées par interpolation ou extrapolation. Pour la commune, le premier recensement exhaustif entrant dans le cadre du nouveau dispositif a été réalisé en 2007.

En 2022, la commune comptait 366 habitants, en évolution de −8,5 % par rapport à 2016 (Marne : −1,19 %, France hors Mayotte : +2,11 %).
| 1793 | 1800 | 1806 | 1821 | 1831 | 1836 | 1841 | 1846 | 1851 |
| ---- | ---- | ---- | ---- | ---- | ---- | ---- | ---- | ---- |
| 299  | 336  | 329  | 328  | 394  | 414  | 398  | 423  | 426  |

| 1856 | 1861 | 1866 | 1872 | 1876 | 1881 | 1886 | 1891 | 1896 |
| ---- | ---- | ---- | ---- | ---- | ---- | ---- | ---- | ---- |
| 441  | 425  | 437  | 409  | 388  | 338  | 345  | 329  | 304  |

| 1901 | 1906 | 1911 | 1921 | 1926 | 1931 | 1936 | 1946 | 1954 |
| ---- | ---- | ---- | ---- | ---- | ---- | ---- | ---- | ---- |
| 276  | 276  | 290  | 287  | 273  | 287  | 266  | 291  | 310  |

| 1962 | 1968 | 1975 | 1982 | 1990 | 1999 | 2006 | 2007 | 2012 |
| ---- | ---- | ---- | ---- | ---- | ---- | ---- | ---- | ---- |
| 297  | 315  | 317  | 371  | 409  | 455  | 420  | 416  | 434  |

| 2017 | 2022 | - | - | - | - | - | - | - |
| ---- | ---- | - | - | - | - | - | - | - |
| 384  | 366  | - | - | - | - | - | - | - |

## Économie
- Silo Champagne Céréales.
- Carrière Moroni.

## Culture locale et patrimoine

### Lieux et monuments

#### Église Saint-Georges XIIe  (1883-1926)[51]
- Reconstruction du clocher (1884) ;
- Restauration du chevet de l'église (1884) ;
- Restauration de l'abside (1885) ;
- Acquisition de deux cloches (1885).
- Presbytère (1824-1926) : construction (1824), acquisition (1866).
- Cimetière (1844-1934) : concessions (1845-1934).
- Monument aux morts (1922-1923).

#### Place Antoine de Saint-Exupéry
- Mairie
- Ecole (fermer)
- Salle des fêtes (fermer)
- Salle des fêtes et Médiathèque

#### Canal entre Champagne et Bourgogne
- 3 Ecluse (n° 67 de Matignicourt, n° 66 d'Orconte, n° 65 des Bruyères)
- 3 Pont
- 1 Bassin de virement
- 1 Halte Fluviale

#### Autres
- Lavoir (1888-1912)[52]
- Remise et pompe à incendie (1849-1931)[52]
- Château d'eau (1933-1940)
- Tombeau du capitaine Odinot
- Tombe et Calvaire
- Etangs communaux

#### lieux dit du Plessis
- Château du Plessis (Privé)
- Pigeonnier de la ferme du Plessis (Privé)

### Lieux et monuments disparus
- Moulins (plusieurs emplacement dont 3 connus)
- Barrage sur l'Orconté
- Bâtiment relais de poste
- Scierie
- Vignoble
- Mairie/Ecole (1839-1904)[53] (aujourd'hui détruite pour agrandir le cimetière )
- Terrain d'aviation et aérodrome avancé A-66

### Personnalités liées à la commune
- Napoléon Ier dort au château du Plessis le 22 mars 1814 et signe un décret sur la propreté des halles et des marchés aux grains.
- Le capitaine Odinot, leg ses biens à la commune~1881
- Le capitaine Antoine de Saint-Exupéry (1900-1944) a séjourné dans la commune durant l'hiver 1939, avec le Groupe de Grande Reconnaissance 2/33; il évoque cette période, la ferme de Mr Scherschell (en face de l'église) où il habita, dans Pilote de guerre. La place du village porte son nom.

| Guerre 1914-1918   | Guerre 1914-1918  | Guerre 1914-1918 | Guerre 1939-1945     | Guerre 1939-1945  | Guerre 1939-1945 |
| M. MATHIEU Raymond | 22 aout 1914      |                  | M. PARCOLLET Ludovic | 7 juin 1940       |                  |
| M. HANIEZ Onésime  | 22 aout 1914      |                  | M. DAZY Henri        | 18 septembre 1941 | 68e RA           |
| M. SIMONIN Georges | 16 septembre 1914 |                  | M. ROUSSEL Henri     | 1 septembre 1944  | FFI              |
| M. SIMON Gaston    | 29 septembre 1915 |                  |                      |                   |                  |
| M. ROBERT Henri    | 3 octobre 1915    |                  | Conflit inconnue     | Conflit inconnue  | Conflit inconnue |
| M.CROQUET Camille  | 5 novembre 1916   |                  | M. LAMBERT Georges   | 20 décembre 1924  |                  |
| M. CHAVOT Emile    | 21 mars 1917      |                  | M. ROCHE Denis       | 17 novembre 1955  |                  |

### Héraldique
| Blason de Orconte | Blason  | D'argent à la bande ondée de gueules chargée de trois besants d'or, accompagnée de deux lions aussi de gueules. |
| Blason de Orconte | Détails | Le statut officiel du blason reste à déterminer.                                                                |

## Pour approfondir